# Нерандзисайвазова къща
Нерандзисайва̀зовата къща (на гръцки: Αρχοντικό Νεραντζή Αϊβάζη) е възрожденска къща в град Костур, Гърция. В къщата в 1972 година е настанен Костурският етнографски музей.

## Местоположение
Къщата е разположена в източната част на махалата Долца, на улица „Капетан Лазос“ № 12.

## История
Построена е в XVI – XVII век и е една от най-старите сгради в града. Къщата първоначално принадлежи на семейство Хондроянис. Димитрис Айвазис се жени за Теодота Хондрояни и наследява къщата. В 1960 година синът им Нерандзис Айвазис я продава на общината.
В 1965 година сградата е обявена за паметник на културата.

## Архитектура
Къщата има п-образна форма без обичайните чардаци. Състои се от партерен етаж, мецанин и етаж. На приземието е имало винарска изба и склад, а на мецанина е имало кожарска работилница.
В интериора има красиви дървени тавани и уникален стенопис с изображения на Цариград, Венеция и много растителни мотиви.